# Baby John
Pour plus de détails, voir Fiche technique et Distribution.
Baby John est un thriller d'action indien en langue hindi de 2024 réalisé par Kalees qui sert de remake du film tamoul Theri d' Atlee de 2016. Le film met en vedette Varun Dhawan dans le rôle-titre, aux côtés de Keerthy Suresh (dans son premier film en hindi), Wamiqa Gabbi, Zara Zyanna et Jackie Shroff . Il est produit par Jio Studios, Cine1 Studios, Vipin Agnihotri Films et A for Apple Studios. Le film suit Sathya Verma, un ancien policier qui se fait passer pour Baby John pour protéger sa fille d'un ancien ennemi.

## Synopsis
John Desvilla est un boulanger qui vit au Kerala avec sa fille Khushi et sa meilleure amie Jackie. Il se lie d'amitié avec Tara, la professeure de Khushi, qui finit par avoir le béguin pour lui. Lorsque Khushi s'en prend à un gang de trafiquants sexuels et se rend au commissariat, un officier le prend pour un policier mort et lui dit qu'il est un homme normal et ordinaire. Lorsqu'ils tentent de tuer Khushi, John devient violent lorsqu'un officier du Kerala, Samba, lui rappelle son ancien moi. Tara apprend finalement que John est en fait DCP Satya Verma IPS, il commence à lui expliquer son passé. Jackky, qui est le chef de police Ram Sevak, apprend que Tara est dans la police et que son vrai nom est Adhira Verman IPS.
Passé : Satya se bat avec Babbar Sher, également connu sous le nom de Nanaji, un politicien notoire après que son fils Ashwin a agressé sexuellement une jeune fille Amba à mort après que son père et sa mère ont déposé un rapport de disparition. Sachant que le tribunal ne peut rien faire au sujet du meurtre d'Amba, Satya torture et tue Ashwin. Lorsque Satya dit à Babbar qu'il a tué Ashwin, Babbar jure de venger le meurtre de son fils.
Pendant ce temps, Satya rencontre un médecin de Chennai, Meera, les deux tombent amoureux l'un de l'autre. Lorsque Satya va rencontrer la famille de Meera, Babbar envoie des hommes de main pour tuer Satya. Après l'incident, Satya se fait honteux en présence de tout le monde et arrête Babbar. Meera se tourne vers Satya qui la rencontre mais lui dit qu'elle veut qu'il quitte son travail de policier. Cependant, Satya parvient à la convaincre. Satya et Meera se marient et mènent une vie heureuse avec leur fille nommée Khushi.
La nuit du premier anniversaire de Khushi, Babbar, Bhima et l'inspecteur Baldev Patil font irruption dans la maison de Satya, tentent de tuer Satya, tuent Meera, la mère de Satya, Madhvi et tentent de noyer Khushi. Une Meera mourante sauve Khushi, réveille Satya alors que Meera sait qu'elle ne pourra pas survivre et lui fait promettre de quitter son travail de policier, ce que Satya accepte. En partant, Satya fait un au revoir émouvant à Meera qui meurt dans ses bras. Satya tente de sauver Meera mais échoue. Satya, dévasté et le cœur brisé, simule sa mort, part avec Khushi et commence une vie paisible.
Présent : Tara se sent terriblement mal à cause de la vie tragique de Satya et commence à prendre soin de lui et de Khushi. Lorsque Khushi part en voyage scolaire, Babbar (qui a appris que Satya et Khushi sont vivants) orchestre un accident dans le bus scolaire. Avec l'aide d'Adhira et de la population locale, Satya parvient à sauver Khushi. Apprenant que Babbar est derrière l'accident, Satya décide de se venger de la mort de Meera et Madhvi et de protéger Khushi comme il l'a promis à Meera. Satya revient à Mumbai, met fin à tous les gangs de Babbar et tue Baldev et Bhima. Babbar kidnappe Khushi et ses hommes tuent Ram, et Satya le supplie de laisser partir Khushi mais Babbar tente de tuer Satya. Il est presque en train de mourir mais l'âme de Meera réveille Satya et lui rappelle la promesse qu'il a faite à Meera. Satya tue Babbar et sauve Khushi.
2 ans plus tard, Satya devient un agent RAW avec Adhira et a pour mission de mettre fin au chef de la mafia et de tuer le DGP Yashraj Mukerjee alors qu'il aidait Babbar. avec l'aide de l'agent Bhaijaan.

## Fiche technique
- Titre original : Baby John
- Langues : Hindi
- Réalisateur : Kalees
- Pays :  Inde
- Genre : Action, drame et thriller
- Dureé : 159 min
- Dates de sortie :
  -  Inde : 25 décembre 2024
  -  France : 1er janvier 2025

## Distribution
- Varun Dhawan : DCP Satya Verma / John Desvilla
- Keerthy Suresh : Dr. Meera Verma, la femme de Satya
- Wamiqa Gabbi : Tara / Adhira Verman IPS, le professeur de Khushi
- Jackie Shroff : Babbar Sher / Nanaji
- Rajpal Yadav : Chef de la police Ram Sevak / Jackie
- Zara Zyanna : Khushi Verma, la fille de Satya et Meera
- Sheeba Chaddha : Madhvi Verma, la mère de Satya
- Zakir Hussain : Inspecteur Baldev Patil
- Prakash Belawadi : DGP Yashraj Mukherjee
- Armaan Khera : Ashwin, le fils de Nanaji
- Shrikant Yadav : Bhima Rane, le frère cadet de Nanaji
- BS Avinash : Samba
- Resh Lamba : Vishnu
- Sadanand Patil : Kaali Prasad
- Snigdha Suman : Amba
- Kaali Venkat : le père d'Amba
- Sonalli Sharmishtha : la mère d'Amba
- Omkar Das Manikpuri : Badrinath
- Anoop Puri : le père de Meera
- Geeta Tyagi : la tante de Meera
- Reenaye Tejani : la cousine de Meera
- Mushtaq Khan : le directeur
- Jaffer Sadiq : le patron
- Naresh Gosain : le ministre des Finances
- Vikram Singh : le SI
- Sahidur Rahaman : SP Amanpreet Singh
- Kanchan Pagare : Corona
- Ajay Madhok : le père de la mariée
- Sanya Malhotra : la future épouse de Satya (apparition spéciale)
- Salman Khan : l'agent Bhaijaan (apparition en camée)
- Diljit Dosanjh : lui-même (apparition dans la chanson « Nain Matakka »)
- Thaman S : lui-même (apparition dans la chanson « Nain Matakka »)